# Daber-Mbang
Daber-Mbang est un village du Cameroun situé dans le département du Djérem et la région de l'Adamaoua. Il fait partie de la commune de Tibati.

## Population
Lors du recensement de 2005, le village était habité par 1 710 personnes, 800 de sexe masculin et 910 de sexe féminin.